# Seznam ruskih raziskovalcev
Seznam ruskih raziskovalcev. (geografskih, naravoslovnih ...)

## A
- Jevgenij Mihajlovič Abalakov (1907–1948) (alpinist/plezalec in kipar)
- Vitalij Mihajlovič Abalakov (1906–1986) (alpinist/plezalec in izumitelj)
- Vsevolod Mihajlovič Abramovič (1890–1913) (pilot)
- Fedot Aleksejev / Holmogorec (Fedot Aleksejevič Popov)
- Stjepan Andrejev (polarni raziskovalec, 18. stol.)
- Nikolaj Ivanovič Andrusov (1861–1924) (geolog, paleontolog, razisk. neogena južne Rusije)
- Pjotr Fjodorovič Anžu/Pyotr Fyodorovich Anjou (1796/97–1869) (Пётр Фёдорович Анжу)
- Vladimir Klavdijevič Arsenjev (1872–1930) (& Dersu Uzala)
- Vladimir Vasiljevič Atlasov / Volodimer Otlasov (1661/64–1711)

## B
- Karl Ernst von Baer (Karl Maksimovič Baer) (1792–1876)
- Willem Barents (1550–1597) (Nizozemec, umrl na Novi zemlji)
- Fabian Gottlieb von Bellingshausen (Fadej Fadejevič Bellinsgausen) (1778–1852)
- Ilja Avtonomovič Berežnih (?? - okoli 1830)
- Lev Berg (Leo S. Berg) (1876–1950)
- Vitus Bering »Ivan Ivanovič« (Danec, 1681–1741)
- Karel Bahdanovič (1864–1947)
- Pjotr Beketov (1600–1661)
- Aleksander Bekovič-Čerkasski (prv.i. Devlet-Girei-mırza) (?–1717)
- Valentin Bianchi (1857–1920) (ornitolog)
- Vladimir Germanovič Bogoraz (Natan Mendeljevič Bogoraz; ps. N. A. Tan) (1865–1936) (Čukči ...)
- Ivan Partenjevič Borodin (1847–1930) (botanik)
- Georgij Lvovič Brusilov (1884–1914?)
- Alexander Georg von Bunge (Алекса́ндр Андре́евич Бу́нге (1803–1890)
- Alexander von Bunge (Александр Александрович Бунге) (1851–1930)

## C
- Avgust Karlovič Civolko (1810–1839)

## Č
- Nikofor Čekin (geolog)
- Semjon Ivanovič Čeljuskin (~1700–1764/66)
- Ivan Čerski (polj. Jan Czerski) (1845–1892) (geolog, paleontolog, raziskovalec Sibirije)
- Mihail Grigorjevič Černjajev (Михаил Григорьевич Черняев) (1828–1898)
- Nikolaj Vasiljevič Čerski (1905–1994) (iskalec zalog nafte)
- Vasilij Čičagov (1726–1809)
- Artur Nikolajevič Čilingarov (1939–) (armen. rodu)
- Aleksej Iljič Čirikov (1703–1748)
- Pjotr Jegorovič Čistjakov (1792–1862)
- Valerij Pavlovič Čkalov (1904–1938) (pilot)

## D
- Nikolaj Daurki
- Pavel Jevgenjevič Demidov (1971–2020) (speleolog)
- Semjon Ivanovič Dežnjov (~1605–1673)
- Gleb Vsevolodovič Dobrovolski (1915–2013) (geograf/geolog?, strokovnjak za prst)
- Vasilij Vasiljevič Dokučajev (1846–1903) (geolog/pedolog)
- F. K. Draženko (Bajkalsko jezero...)

## E
- Arvid Adolf Etholén /Adolf Karlovič Etolin (Адольф Карлович Этолин) (1799 – 1876) (finsko-švedsko-ruski)

## F
- Fadjejev (Faddeyev)
- Aleksej Pavlovič Fedčenko (1844–1873, Mont Blanc) (Srednja Azija)
- Aleksandr Jevgenjevič Fersman (1883–1945) (geokoemik, mineralog)
- Ivan Fjodorov (umrl ~1733)

## G
- Jakov Gakkel (ml.) (1901–1965)
- Ivan Galkin
- Inokentij Petrovič Gerasimov (1905–1985) (geograf, pedolog)
- Konstantin Dmitrijevič Glinka (1867–1927) (mineralog, pedolog)
- Vasilij Mihajlovič Golovnin (1776–1831)
- Grigorij Gorbunov (geolog)
- Sergej Petrovič Gorbunov (1902–1933) (pilot)
- Vladimir Mihajlovič Gorbunov (*1946) (pilot-raziskovalec)
- Mihail Mihajlovič Gromov (1899–1985) (pilot)
- Grigorij Grum(m)-Gržimajlo (1860–1936) (entomolog)
- Ivan Mihajlovič Gubkin (1871–1939) (geolog)
- Mihail Spiridonovič Gvozdev (~1700–1759)

## H
- Jerofej Pavlovič Habarov (Svjatitsk?) (1603–1671)
- Kiril Timofejevič Hlebnikov (1784—1838)

## I
- Kurbat Ivanov (umrl 1666)

## J
- Nikolaj Mihajlovič Jadrincev (1842 – 1894) (turkolog, raziskovalec srednje Azije)
- Nikolaj Nikolajevič Jakovljev (1870–1966) (geolog, paleontolog, paleobotanik)
- Semjon Ivanovič Janovski (1788–1876)
- Ivan Stepanovič Jastrebov (1839–1894)
- Ivan Sergijevič Jastrebov
- Jermak (u. 1584) - "prvi ruski osvajalec" (Sibirski kanat)
- Dmitrij Ivanovič Jermakov (1846–1916), fotograf (Kavkaz...)

## K
- Pjotr Ivanovič Kafarov (1817–1878) (arhimandrit Palladij)
- Andrej Petrovič Kapica (1931–2011)
- Grigorij S. Karelin (1801–1872)
- Aleksandr Petrovič Karpinski (1847–1936), geolog in paleontolog, predsednik ruske oz. sovjetske akademije znanosti (1917–36)
- Konstantin Petrovič von Kaufmann (1818–1882)
- Nikolaj Lvovič Kekušev (1898–?) (pilot)
- Valerjan Kiprijanov (1818–1889) (paleontolog)
- Vasilij Kiprijanov (?–1718/23?)
- Ivan Kirilov (1689–1737)
- Nikolaj Mihajlovič Knipovič (1862–1939) (ihtiolog, oceanograf..)
- Nikolaj Kokšarov (1818–1892) (mineralog)
- Aleksandr Kolčak (1874–1920)
- Vladimir Leontjevič Komarov (1869–1845) (geograf, botanik...)
- Aleksander Mihajlovič Kondratov?? (1937–1993)
- Vladimir I. Kovalevski (1842–1883) (paleontolog)
- Pjotr K. Kozlov (1863–1935) (naslednik Prževalskega)
- Stepan Petrovič Krašeninikov (1711–1755)
- Ivan Fjodorovič Kruzenštern (Adam Johann von Krusenstern/Krusenstjerna) (1770–1846)
- Aleksandr Ivanovič Kuprin (1870 - 1938)
- Andrej Kurbski in B. Saltikov (16. stoletje)
- Slava Kurilov (1936–1998)

## L
- Dimitrij Jakovljevič Laptev (1701–1771)
- Hariton Prokofjevič Laptev (1700–1763)
- Mihail Lavrov (1799–1882)
- Nikolaj Vasiljevič Latkin (1832–1904)
- Mihail Petrovič Lazarev (1788–1851) admiral
- Sergej Lebedjev (1981–) (geolog, literat)
- Fjodor Petrovič Litke (Friedrich Benjamin von Lütke) (1797–1882)
- Ivan Ljahov (u. ok. 1800)
- Mihail Vasiljevič Lomonosov (1711–1765)
- Jurij Fedorovič Lisijanski (1773–1837)

## M
- Stepan Osipovič Makarov (1848–1904) admiral, oceanograf
- Stepan Gavrilovič Malygin (u. 1764) (Maliginov preliv) raziskovalec Arktike
- Vasilij Medvedjev (krmar)
- Alexander von Middendorff (zoolog ...) (1815–1894)
- Nikolaj Nikolajevič Mikluho-Maklaj (1846–1888)
- Ivan Moskvitin (rojen 1600?)
- Matvej Ivanovič Muravjov (1784–1836)
- Nikolaj Nikolajevič Muravjov (1809–1881)

## N
- Aleksej Ivanovič Nagajev (1704–1781)
- Gen(n)adij Ivanovič Nevelskoj (1813–1876) (Preliv Nevelskega)
- Afanasij Nikitin (1433?–1472) (Perzija, Indija)
- Nils Otto Gustaf Nordenskjöld (1869–1928) (Šved)
- Adolf Erik Nordenskjöld (1832–1901) (Čukči...) (finski Šved)

## O
- Dmitrij Vladimirovič Obručev (1900–1970) (paleontolog)
- Sergej Vladimirovič Obručev (1891–1965) (geolog)
- Vladimir Afanasjevič Obručev (1863–1935) (geolog)
- Vladimir Vladimirovič Obručev (1888–1966) (geolog)

## P
- Pjotr Kuzmič Pahtusov (1800–1835)
- Ivan Dmitrijevič Papanin (1894–1986) (oceanograf)
- Dmitrij Pavlucki (1729–1735) (Aljaska)
- Mihail Pevcov (1843–1902) (naslednik Prževalskega)
- Ivan Pohabov
- Vasilij Pojarkov (Василий Данилович Поярков) (~ 1597–po 1668)
- Fedot Aleksejevič Popov / Fedot Aleksejev / Holmogorec (umrl med 1648 in 1654)
- Grigorij Nikolajevič Potanin (1835–1920)
- Marija Prončiščeva (Tatjana P.) (1710–1736)
- Vasilij Prončiščev (1702–1736)
- Nikolaj Mihajlovič Prževalski (1839–1888)

## R
- Georgij Jefimovič Ratmanov (1900–1940) (oceanograf)
- Nikolaj Petrovič Rezanov (1764–1807)
- Vojin Andrejevič Rimski-Korsakov (1822–1871) (morjeplovec, raziskovalec, hidrograf, geograf)
- Vladimir Rusanov (1875–1913) (geolog)

## S
- Rudolf (Ruvim) Lazarevič Samojlovič (1881–1939)
- Jakov Sannikov (1780–1812/25?)
- Georgij Jakovljevič Sedov (1877–1914)
- Pjotr Petrovič Semjonov-"Tjan-Šanski" (1827–1914)
- Nikolaj Mihajlovič Sibircev (1860–1900) - pedolog
- Mihail Sidorov (1823–1887)
- Mihail Dmitrijevič Skobeljev (1843–1882) (Михаил Дмитриевич Скобелев)
- Sergej Jakovljevič Sokolov (1897–1971) (geobotanik, gozdar, geograf)
- Vladimir Stepanovič Soboljev (1908–1982) (petrograf, mineralog)
- Mihail Vasiljevič Staduhin (umrl 1666)
- Oskar Stark (Oskar Ludvig Starck) (1846–1928) (admiral švedsko-finskega rodu)
- Nikolaj Sudzilovski (1850–1930)

## Š
- Grigorij Ivanovič Šelihov/Šelehov? (1747–1795)
- A. F. Šestakov
- Pjotr Petrovič Širšov (1905–1953) (oceanograf)
- Otto Juljevič Šmidt (1891–1956)
- Julij Mihajlovič Šokalski (1856–1940)
- Vladimir Borisovič Štokman (1909–1968) (oceanograf)
- Šumagins

## T
- Mihail Dmitrijevič Tebenkov (1802–1872), hidrograf
- Kliment Timirjazev (1843–1920), botanik
- Eduard Vasiljevič Tolle/Eduard von Toll (1858–1902) (geolog, raziskovalec)

## U
- Nikolaj Urvancev (1893–1985)
- Georgij Aleksejevič Ušakov (1901–1963)

## V
- Sevjan Izrailevič Vajnštejn (1926–2008)
- Mihail Nikolajevič Vasiljev (1770–1847)
- Nikolaj Kuzmič Vereščagin (1908–2008) (zoolog: mamuti, paleofavna tajge)
- Vasilij Vereščagin (1842–1904)
- Fjodor Verhoturov-Protopopov
- Vladimir Ivanovič Vernadski (1863–1945) (geolog, mineralog, geokemik ...)
- Boris Andrejevič Vilkicki (1885–1961)
- Aleksander Sergejevič Višnjevski (1955–2015) speleolog
- Ferdinand Petrovič Vrangel (Friedrich Georg Ludwig von Wrangel) (1797–1870)
- Vladimir Juljevič Vize /Wiese (1886–1954)

## Z
- Sergej Afanasjevič Zimov (1955–) (geofizik, strokovnjak za arktično ekologijo)

## Ž
- Jevgenij Ždanov (1839–1892)